# 東帝汶—美國關係
東帝汶－美國關係是东帝汶和美国之间的双边关系。卡伦·克拉克·斯坦顿是现任美国驻东帝汶大使。

## 历史
1975年，美國支持印尼入侵東帝汶。
东帝汶在华盛顿特区有大使馆，在纽约的联合国也有常驻代表团。美国有一个庞大的双边发展援助项目，2007年提供了2,060万美元的资金，并作为亚洲开发银行和世界银行等多边机构的主要成员提供资金。美国和平队自2002年以来一直在东帝汶活动，但是由于动荡和不稳定，2006年5月暂停了活动。
美国驻东帝汶大使馆位于东帝汶首都帝力。卡伦·克拉克·斯坦顿是美国驻东帝汶大使。马克·安东尼·怀特(Mark Anthony White)是美国国际开发署的任务负责人。Roberto Quiroz是政治/经济/商业事务官员。罗恩·萨金特少校是美国国防部代表。

## 援助

### 政治进程发展
美国国际开发署于1999年开始支持在东帝汶开展有效的民主选举和政治进程。在2001年至2008年期间，美国国际开发署向国际选举制度基金会提供了2,215,997美元，用于发展选举框架和程序;向国际共和学会提供了3,619,134美元，用于发展政党;向国际事务全国民主研究所提供了3,728,490美元，用于增加公民参与和地方治理。